# Labium fulvicorne
Labium fulvicorne là một loài tò vò trong họ Ichneumonidae.